# Protomedeia fasciata
Protomedeia fasciata är en kräftdjursart som beskrevs av Henrik Nikolai Krøyer 1842. Enligt Catalogue of Life ingår Protomedeia fasciata i släktet Protomedeia och familjen Isaeidae, men enligt Dyntaxa är tillhörigheten istället släktet Protomedeia och familjen Ischyroceridae. Arten är reproducerande i Sverige. Inga underarter finns listade i Catalogue of Life.